# Баи Рокетс
«Баи Рокетс» (кит. 八一双鹿电池火箭, англ. Bayi Rockets, Bayi Army Rockets, Bayi Shuanglu) — китайский баскетбольный клуб. Самый титулованный клуб КНР, выступающий в Южном дивизионе Китайской баскетбольной ассоциации (КБА). Представляет город Нинбо, провинция Чжэцзян, КНР.
«Баи» в переводе означает «первое августа», соответственно в английском варианте название команды может иногда переводиться — англ. August First Rockets. Оно восходит к тем временам, когда в составе команды выступали служащие Народно-освободительной армии Китая, НОАК, а первое августа является датой образования НОАК. Фактически, «Баи» можно назвать «армейской командой». «Баи» как название встречается и в других видах спорта (например, в названии футбольного клуба «Наньчан Баи»), в названиях спортивных сооружений.
Иногда баскетбольную команду называют «Баи Дирс» или «Баи Шуанлу», так как на логотипе спонсора — компании по производству батарей — изображена пара оленей (кит. 双鹿, shuanglu).

## История клуба
Профессиональная команда появилась в 1995 году, однако история клуба «Баи Рокетс» начинается гораздо раньше. К первому профессиональному сезону в КБА (1995-96 гг.) клуб 34 раза завоевывал титул чемпиона. Команда продолжала доминировать и во вновь созданном чемпионате, за восемь лет семь раз становилась чемпионом Китайской баскетбольной ассоциации. В первых пяти матчах плей-офф в серии команда не проиграла ни одного матча.
«Баи» принадлежит ещё один рекорд чемпионата — 65 домашних игр без поражений (серия закончилась в 2002 году).
Однако постепенно и другие команды КБА становились более сильными, а за последние несколько лет «Баи» лишь раз становилась чемпионом — в сезоне 2004-05. Основными соперниками в этот период стали команды «Шанхай Шаркс» (за клуб выступал Яо Мин) и «Гуандун Саузерн Тайгерс». Так, в плей-офф 2004-05 годов «Баи» проиграл «Гуандун Саузерн Тайгерс» в полуфинале, таким образом впервые с 1995 года не попав в финал, а в следующем, 2005-06 годов проиграв этой же команде в финале.
В 2011 году в рамках тура по Китаю «Баи Рокетс» встречались с представителем американского баскетбола на уровне колледжей «Джорджтаун Гояс». Наиболее напряженной и скандальной стала вторая игра, в ней «Рокетс» пробивали штрафные броски 57 раз в то время как «Джорджтаун» всего 15. Игроки нарушали правила вплоть до обмена ударами, а также кидались стульями в игроков соперника. Когда игроки «Джорджтауна» покидали площадку, зрители закидали их мусором. Пострадал обслуживающий персонал гостевой команды — одному из них удар пришелся по голове. В китайских блогах по поводу инцидента писали следующее: «А разве игроки „Рокетс“ солдаты? Почему они ввязались в драку со студентами колледжа?», а также: «Какая потеря лица для НОАК!», «Команда „Баи“ должна играть не в баскетбол, в попробовать свои силы в чём-то другом, например, в боксе.»

## Текущий состав
| \| Поз. \| № \| Гражд. \| Имя \| Дата рождения (возраст) \| Рост \| Вес \| Звание \| \| ---- \| -- \| ------ \| -------------- \| ------------------------- \| ------ \| ------ \| ------ \| \| Ц \| 1 \| \| Фу Хао \| 24 августа 1997 (27 лет) \| 207 см \| 100 кг \| \| \| АЗ \| 5 \| \| Азат Шоклет \| 24 сентября 1996 (28 лет) \| 200 см \| 85 кг \| \| \| АЗ \| 6 \| \| Ли Тяньгэ \| 25 августа 1996 (28 лет) \| 196 см \| 91 кг \| \| \| АЗ \| 7 \| \| Тянь Юйсян \| 17 августа 1992 (32 года) \| 182 см \| 82 кг \| \| \| ЛФ \| 8 \| \| Цао Янь \| 25 апреля 1991 (33 года) \| 196 см \| 94 кг \| \| \| ТФ \| 9 \| \| Лю Ханчу \| 2 июня 1993 (31 год) \| 204 см \| 106 кг \| \| \| Ц \| 10 \| \| Цзоу Юйчэнь \| 5 июля 1996 (28 лет) \| 208 см \| 108 кг \| \| \| ЛФ \| 11 \| \| Лэй Мэн \| 4 августа 1995 (29 лет) \| 195 см \| 98 кг \| \| \| Ц \| 15 \| \| Юй Чэнь \| 26 апреля 1990 (34 года) \| 207 см \| 120 кг \| \| \| ТФ \| 16 \| \| Нин Хунъюй \| ноября 1995 (29 лет) \| 208 см \| 88 кг \| \| \| Ф \| 17 \| \| Вань Цзюньлинь \| 17 марта 1994 (30 лет) \| 203 см \| 89 кг \| \| \| ТФ \| 20 \| \| Чжан Цзумин \| 27 января 1995 (30 лет) \| 205 см \| 88 кг \| \| \| ТФ \| 21 \| \| Мяо Гуанъян \| 8 июля 1997 (27 лет) \| 206 см \| 117 кг \| \| \| ЛФ \| 22 \| \| Делехи \| 21 июня 1987 (37 лет) \| 206 см \| 108 кг \| \| \| Ц \| 24 \| \| Сюй Чжунхао \| 30 ноября 1990 (34 года) \| 211 см \| 127 кг \| \| \| РЗ \| 33 \| \| Хань Шо \| 14 мая 1986 (38 лет) \| 196 см \| 94 кг \| \| | Главный тренер - Сулейман Адиджан Ассистенты тренера - Ван Чжичжи - Ван Чжунгуан Легенда - (К) — Капитан команды Последнее изменение: 14 марта 2017 года |                                    |                |                           |        |        |        |
| Поз. | № | Гражд.                             | Имя            | Дата рождения (возраст)   | Рост   | Вес    | Звание |
| Ц | 1 | Флаг Китайской Народной Республики | Фу Хао         | 24 августа 1997 (27 лет)  | 207 см | 100 кг |        |
| АЗ | 5 | Флаг Китайской Народной Республики | Азат Шоклет    | 24 сентября 1996 (28 лет) | 200 см | 85 кг  |        |
| АЗ | 6 | Флаг Китайской Народной Республики | Ли Тяньгэ      | 25 августа 1996 (28 лет)  | 196 см | 91 кг  |        |
| АЗ | 7 | Флаг Китайской Народной Республики | Тянь Юйсян     | 17 августа 1992 (32 года) | 182 см | 82 кг  |        |
| ЛФ | 8 | Флаг Китайской Народной Республики | Цао Янь        | 25 апреля 1991 (33 года)  | 196 см | 94 кг  |        |
| ТФ | 9 | Флаг Китайской Народной Республики | Лю Ханчу       | 2 июня 1993 (31 год)      | 204 см | 106 кг |        |
| Ц | 10 | Флаг Китайской Народной Республики | Цзоу Юйчэнь    | 5 июля 1996 (28 лет)      | 208 см | 108 кг |        |
| ЛФ | 11 | Флаг Китайской Народной Республики | Лэй Мэн        | 4 августа 1995 (29 лет)   | 195 см | 98 кг  |        |
| Ц | 15 | Флаг Китайской Народной Республики | Юй Чэнь        | 26 апреля 1990 (34 года)  | 207 см | 120 кг |        |
| ТФ | 16 | Флаг Китайской Народной Республики | Нин Хунъюй     | ноября 1995 (29 лет)      | 208 см | 88 кг  |        |
| Ф | 17 | Флаг Китайской Народной Республики | Вань Цзюньлинь | 17 марта 1994 (30 лет)    | 203 см | 89 кг  |        |
| ТФ | 20 | Флаг Китайской Народной Республики | Чжан Цзумин    | 27 января 1995 (30 лет)   | 205 см | 88 кг  |        |
| ТФ | 21 | Флаг Китайской Народной Республики | Мяо Гуанъян    | 8 июля 1997 (27 лет)      | 206 см | 117 кг |        |
| ЛФ | 22 | Флаг Китайской Народной Республики | Делехи         | 21 июня 1987 (37 лет)     | 206 см | 108 кг |        |
| Ц | 24 | Флаг Китайской Народной Республики | Сюй Чжунхао    | 30 ноября 1990 (34 года)  | 211 см | 127 кг |        |
| РЗ | 33 | Флаг Китайской Народной Республики | Хань Шо        | 14 мая 1986 (38 лет)      | 196 см | 94 кг  |        |

## Известные игроки
- Чэнь Кэ (13 сезонов, 1997-10)
- Фань Бинь (7 сезонов, 1997-04)
- Му Течжу
- Мо Кэ
- Ван Чжичжи

## Достижения
- Чемпион КБА (8): 1995-96, 1996-97, 1997-98, 1998-99, 1999-00, 2000-01, 2002-03, 2006-07.
- Выступления в финалах плей-офф: (11).